# بخش خنرال مانوئل بلگرانو
بخش خنرال مانوئل بلگرانو (به اسپانیایی: Departamento General Manuel Belgrano) یک منطقهٔ مسکونی در آرژانتین است که در استان میسیونس واقع شده‌است.